# Tân Tỵ
Tân Tỵ (chữ Hán: 辛巳) là kết hợp thứ 18 trong hệ thống đánh số Can Chi của người Á Đông. Nó được kết hợp từ thiên can Tân (Kim âm) và địa chi Tỵ (Rắn). Trong chu kỳ của lịch Trung Quốc, nó xuất hiện trước Nhâm Ngọ và sau Canh Thìn.

## Các năm Tân Tỵ
Giữa năm 1701 và 2181, những năm sau đây là năm Tân Tỵ (lưu ý ngày được đưa ra được tính theo lịch Việt Nam, chưa được sử dụng trước năm 1967):
- 1701
- 1761
- 1821
- 1881
- 1941 (27 tháng 1, 1941 – 15 tháng 2, 1942)
- 2001 (24 tháng 1, 2001 – 12 tháng 2, 2002)
- 2061 (21 tháng 1, 2061 – 9 tháng 2, 2062)
- 2121
- 2181

## Sự kiện năm Tân Tỵ
- Năm 201 (năm Tân Tỵ thứ ba), tức đầu thế kỷ III, nhà Ngô tách châu Giao thành Quảng Châu và Giao Châu.
- Năm 1282, vua Trần Nhân Tông mở Hội-nghị Bình Than để triệu tập các vương hầu và chư tướng để bàn về cách chống lại cuộc xâm lăng của Nguyên Mông lần Thứ 2.
- Vì Hoài Hầu Vương Trần Quốc Toản còn trẻ nên không được vào dự mà tức giận đến nỗi bóp vỡ quả cam trong tay mà không hay! Trở về nhà, Vương huy động hơn ngàn người thân thuộc và gia nô cùng sắm vũ khí,và viết lên cờ hiệu với 6 chữ "Phá Cường Địch, Báo Hoàng Ân" mà đi chống giặc ngoại xâm.
- Giữa thế kỷ 15 và thế kỷ 17, từ điển chữ Nôm Chỉ nam ngọc âm giải nghĩa được biên soạn và xuất bản.